# Anwar Siraj
Anwar Siraj (8 dicembre 1978) è un ex calciatore etiope, di ruolo difensore ed ex giocatore della Nazionale.

## Palmarès

### Club

#### Competizioni nazionali
- Campionato etiope: 4

EEPCO: 1998
Saint-George: 2002-2003, 2004-2005, 2005-2006
- Coppa di Etiopia: 1

Saint-George: 2004
- Supercoppa di Etiopia: 3

EEPCO: 1998
Saint-George: 2003, 2005, 2006
- Campionato dello Yemen: 2

Al-Saqr: 2006, 2010
- Unity Cup: 1

Al-Saqr: 2008